# Xã Marshall, Quận Highland, Ohio
Xã Marshall (tiếng Anh: Marshall Township) là một xã thuộc quận Highland, tiểu bang Ohio, Hoa Kỳ. Năm 2010, dân số của xã này là 1.029 người.